# 홍승진
홍승진(1980년 3월 16일 ~ )는 대한민국의 배우이다.
- 2005년 영화 싸움의 기술로 데뷔를 하였다.

## 생애
- 대한민국 강원도 철원군에서 태어나 청소년기를 보냈다.
- 동국대학교 대학원 연극예술학을 재학한 뒤 연극 배우로 활동하다가 영화 배우로 활동을 시작하였다.
- 2005년 영화 《싸움의 기술》에서 불량배 '빠코'역을 통해 많은 대중들에게 알려져 있다.
- 1996년 전국체육대회 태권도 3위로 우승 차지를 하였다.

## 학력
- 동국대학교 문화예술대학원 연극예술학 석사

## 연기 활동

### 드라마
- 2017년 OCN 주말드라마 《보이스》 ... 킬러 역
- 2015년 tvN 미니시리즈 《신분을 숨겨라》
- 2014년 KBS2 미니시리즈 《힐러》 ... 요요 역[1]
- 2014년 KBS2 《드라마 스페셜 연작 시리즈 - 세 여자 가출소동》 ... 황실장 역[2]
- 2014년 KBS2 《감격시대: 투신의 탄생》 ... 히로시 역
- 2010년 MBC《김수로》
- 2009년 SBS《드림》[3]
- 2008년 tvN 미니시리즈 《맞짱》 ... 배기화 역

### 영화
- 2017년 《역모: 반란의 시대》 ... 윤주식 역
- 2015년 《차이나타운》 ... 트레이닝남 역
- 2015년 《헬머니》 ... 흥신소장 역(우정출연)
- 2014년 《사슬》(단편) ... 철인 역
- 2013년 《파편》(단편)
- 2010년 《김복남 살인 사건의 전말》 ... 양키즈 역
- 2008년 《모던보이》 ... 철권 역
- 2007년 《GP506》 ... 마원균병장 역
- 2005년 《싸움의 기술》 ... 빠코 역

### M/V
- 2015년 홍승진《왜 그때》
- 2011년 EYE TO EYE《남자답게》
- 2010년 에코브릿지《나랑 가자》

### 기타
- 2013년 KBS2 《야생의 발견》[4]
- 2011년 SBS 특집프로그램 《2011 추석특집 스타 애정촌》

### 공연
- 2013년《환상동화》 ... 전쟁광대 역[5]
- 2012년《모범생들》
- 2012년《스카펭의 연극놀음》
- 2011년《연극예감-사랑은 해피엔딩》
- 2007년《컨츄리보이 스캣》 ... 원봉 역[6]

## 음반목록
- 2015 싱글앨범 《왜 그때》[7]

## 뮤직비디오 제작
- 2015 홍승진《왜 그때》